# Corniglia
Corniglia ist eines der fünf Dörfer der Cinque Terre. Der etwa 250 Einwohner zählende Ort bildet politisch eine Fraktion (Ortsteil) der Gemeinde Vernazza in der ligurischen Provinz La Spezia, Italien. Als einziges Dorf der Cinque Terre liegt es nicht direkt am Meer, sondern auf einem Bergvorsprung in etwa 100 m Höhe, umgeben von drei großen Weinbergflächen und einer steilen Klippe zum Meer.
Der durch schmale Straßen gekennzeichnete autofreie Dorfkern erstreckt sich entlang der Hauptstraße Via Fieschi. Die Häuser haben eine Blickrichtung zu dieser Straße und auf der anderen Seite zum Meer. 
Corniglia wird in einer berühmten Novelle Decameron von Giovanni Boccaccio erwähnt. Weiterhin ist der Ort einer der zentralen Handlungsschauplätze des Romans Die Farbe der Erinnerung der US-amerikanischen Autorin Jennifer Egan.

## Verkehr
Corniglia hat eine Eisenbahnstation an der Bahnstrecke Pisa–Genua. Der Ort ist vom tiefer gelegenen Bahnhof aus über die Lardarina, eine lange Ziegelsteintreppe, zu erreichen.

## Geschichte
Der Ursprung des Dorfes geht auf die römische Zeit zurück, durch den Namen bestätigt, der seine Wurzeln im gens Cornelia hat. Im Mittelalter war Corniglia Besitz von Lavagna, den Herrschern von Luna und Carpena. Im Jahre 1254 gab es Papst Innozenz IV. seinem Bruder Nicolò Fieschi, bis es 1276 von der Republik Genua eingenommen wurde.